# Medalha Newbery
A Newbery Medal (Medalha Newbery)  é um prémio literário concedido anualmente pela Association for Library Service to Children ("Associação de Serviços Bibliotecários para Crianças) da American Library Association (ALA) ("Associação de Bibliotecas Americanas") para o autor da mais distinguível contribuição à liiteratura americana para crianças. O prêmio tem sido concedido desde 1922. Juntamente com a Caldecott Medal, é considerado o prêmio mais prestigioso de literatura infanto-juvenil dos Estados Unidos da América. Recebeu o nome de John Newbery, um editor de livros juvenis do século XVIII.
A Medalha Newbery foi desenhada por Rene Paul Chambellan em 1921 e mostra em uma das faces um escritor dando sua obra (um livro) para um casal de crianças ler.
A Medalha Newbery não deve ser confundida com a Newbery Honor ("Honraria Newbury"), a qual é concedida anualmente a candidatos que se destacaram e concorreram a premiação máxima.

## Vencedores da Medalha Newbery
| Ano  | Autor                       | Livro                                                      |
| ---- | --------------------------- | ---------------------------------------------------------- |
| 2018 | Erin Entrada Kelly          | Hello, Universe                                            |
| 2017 | Kelly Barnhill              | The Girl Who Drank the Moon                                |
| 2016 | Matt de la Peña             | Last Stop on Market Street                                 |
| 2015 | Kwame Alexander             | The Crossover                                              |
| 2014 | Kate DiCamillo              | Flora & Ulysses: The Illuminated Adventures                |
| 2013 | Katherine Applegate         | The One and Only Ivan                                      |
| 2012 | Jack Gantos                 | Dead End in Norvelt                                        |
| 2011 | Clare Vanderpool            | Moon Over Manifest                                         |
| 2010 | Rebecca Stead               | When You Reach Me                                          |
| 2009 | Neil Gaiman                 | The Graveyard Book                                         |
| 2008 | Laura Amy Schlitz           | Good Masters! Sweet Ladies! Voices from a Medieval Village |
| 2007 | Susan Patron                | The Higher Power of Lucky                                  |
| 2006 | Lynne Rae Perkins           | Criss Cross                                                |
| 2005 | Cynthia Kadohata            | Kira-Kira                                                  |
| 2004 | Kate DiCamillo              | A Lenda de Despereaux                                      |
| 2003 | Avi                         | Crispin: The Cross of Lead                                 |
| 2002 | Linda Sue Park              | A Single Shard                                             |
| 2001 | Richard Peck                | A Year Down Yonder                                         |
| 2000 | Christopher Paul Curtis     | Bud, Not Buddy                                             |
| 1999 | Louis Sachar                | Holes                                                      |
| 1998 | Karen Hesse                 | Out of the Dust                                            |
| 1997 | E. L. Konigsburg            | The View from Saturday                                     |
| 1996 | Karen Cushman               | The Midwife's Apprentice                                   |
| 1995 | Sharon Creech               | Walk Two Moons                                             |
| 1994 | Lois Lowry                  | The Giver                                                  |
| 1993 | Cynthia Rylant              | Missing May                                                |
| 1992 | Phyllis Reynolds Naylor     | Shiloh                                                     |
| 1991 | Jerry Spinelli              | Maniac Magee                                               |
| 1990 | Lois Lowry                  | Number the Stars                                           |
| 1989 | Paul Fleischman             | Joyful Noise: Poems for Two Voices                         |
| 1988 | Russell Freedman            | Lincoln: A Photobiography                                  |
| 1987 | Sid Fleischman              | The Whipping Boy                                           |
| 1986 | Patricia MacLachlan         | Sarah, Plain and Tall                                      |
| 1985 | Robin McKinley              | The Hero and the Crown                                     |
| 1984 | Beverly Cleary              | Dear Mr. Henshaw                                           |
| 1983 | Cynthia Voigt               | Dicey's Song                                               |
| 1982 | Nancy Willard               | A Visit to William Blake's Inn                             |
| 1981 | Katherine Paterson          | Jacob Have I Loved                                         |
| 1980 | Joan Blos                   | A Gathering of Days: A New England Girl's Journal          |
| 1979 | Ellen Raskin                | The Westing Game                                           |
| 1978 | Katherine Paterson          | Bridge to Terabithia                                       |
| 1977 | Mildred Taylor              | Roll of Thunder, Hear My Cry                               |
| 1976 | Susan Cooper                | The Grey King                                              |
| 1975 | Virginia Hamilton           | M. C. Higgins, the Great                                   |
| 1974 | Paula Fox                   | The Slave Dancer                                           |
| 1973 | Jean Craighead George       | Julie of the Wolves                                        |
| 1972 | Robert C. O'Brien           | Mrs. Frisby and the Rats of NIMH                           |
| 1971 | Betsy Byars                 | Summer of the Swans                                        |
| 1970 | William H. Armstrong        | Sounder                                                    |
| 1969 | Lloyd Alexander             | The High King                                              |
| 1968 | E. L. Konigsburg            | From the Mixed-Up Files of Mrs. Basil E. Frankweiler       |
| 1967 | Irene Hunt                  | Up a Road Slowly                                           |
| 1966 | Elizabeth Borton de Treviño | I, Juan de Pareja                                          |
| 1965 | Maia Wojciechowska          | Shadow of a Bull                                           |
| 1964 | Emily Cheney Neville        | It's Like This, Cat                                        |
| 1963 | Madeleine L'Engle           | A Wrinkle in Time                                          |
| 1962 | Elizabeth George Speare     | The Bronze Bow                                             |
| 1961 | Scott O'Dell                | Island of the Blue Dolphins                                |
| 1960 | Joseph Krumgold             | Onion John                                                 |
| 1959 | Elizabeth George Speare     | The Witch of Blackbird Pond                                |
| 1958 | Harold Keith                | Rifles for Watie                                           |
| 1957 | Virginia Sorenson           | Miracles on Maple Hill                                     |
| 1956 | Jean Lee Latham             | Carry On, Mr. Bowditch                                     |
| 1955 | Meindert DeJong             | The Wheel on the School                                    |
| 1954 | Joseph Krumgold             | ...And Now Miguel                                          |
| 1953 | Ann Nolan Clark             | Secret of the Andes                                        |
| 1952 | Eleanor Estes               | Ginger Pye                                                 |
| 1951 | Elizabeth Yates             | Amos Fortune, Free Man                                     |
| 1950 | Marguerite de Angeli        | The Door in the Wall                                       |
| 1949 | Marguerite Henry            | King of the Wind                                           |
| 1948 | William Pène du Bois        | The Twenty-One Balloons                                    |
| 1947 | Carolyn Sherwin Bailey      | Miss Hickory                                               |
| 1946 | Lois Lenski                 | Strawberry Girl                                            |
| 1945 | Robert Lawson               | Rabbit Hill                                                |
| 1944 | Esther Forbes               | Johnny Tremain                                             |
| 1943 | Elizabeth Gray Vining       | Adam of the Road                                           |
| 1942 | Walter D. Edmonds           | The Matchlock Gun                                          |
| 1941 | Armstrong Sperry            | Call It Courage                                            |
| 1940 | James Daugherty             | Daniel Boone                                               |
| 1939 | Elizabeth Enright           | Thimble Summer                                             |
| 1938 | Kate Seredy                 | The White Stag                                             |
| 1937 | Ruth Sawyer                 | Roller Skates                                              |
| 1936 | Carol Ryrie Brink           | Caddie Woodlawn                                            |
| 1935 | Monica Shannon              | Dobry                                                      |
| 1934 | Cornelia Meigs              | Invincible Louisa                                          |
| 1933 | Elizabeth Foreman Lewis     | Young Fu of the Upper Yangtze                              |
| 1932 | Laura Adams Armer           | Waterless Mountain                                         |
| 1931 | Elizabeth Coatsworth        | The Cat Who Went to Heaven                                 |
| 1930 | Rachel Field                | Hitty, Her First Hundred Years                             |
| 1929 | Eric P. Kelly               | The Trumpeter of Krakow                                    |
| 1928 | Dhan Gopal Mukerji          | Gay Neck, the Story of a Pigeon                            |
| 1927 | Will James                  | Smoky the Cow Horse                                        |
| 1926 | Arthur Bowie Chrisman       | Shen of the Sea                                            |
| 1925 | Charles Finger              | Tales from Silver Lands                                    |
| 1924 | Charles Hawes               | The Dark Frigate                                           |
| 1923 | Hugh Lofting                | The Voyages of Doctor Dolittle                             |
| 1922 | Hendrik Willem van Loon     | The Story of Mankind                                       |

## Vencedores de múltiplos Newberys
E.L. Konigsburg, Joseph Krumgold, Lois Lowry, Katherine Paterson e Elizabeth George Speare foram premiados com duas Newberys.